# Сугарево
Сугарево (болг. Сугарево) — село в Благоевградской области Болгарии. Входит в состав общины Сандански. Находится примерно в 13 км к востоку от центра города Сандански и примерно в 58 км к юго-востоку от центра города Благоевград. По данным переписи населения 2011 года, в селе  проживало 19 человек, преобладающая национальность — болгары.

## Население
| Год     | 1934 | 1946 | 1956 | 1965 | 1975 | 1985 | 1992 | 2001 | 2011 |
| ------- | ---- | ---- | ---- | ---- | ---- | ---- | ---- | ---- | ---- |
| Жителей | 190  | 217  | 228  | 135  | 100  | 69   | 55   | 20   | 19   |

|  |